# Jackie Mills
Jackie Mills (* 11. März 1922 in Brooklyn; † 22. März 2010 in Beaumont (Kalifornien)) war ein US-amerikanischer Jazz-Schlagzeuger, Komponist und Musikproduzent.

## Leben und Wirken
Mills, der in Harlem aufwuchs, spielte zunächst Gitarre, bevor er mit zehn Jahren zum Schlagzeug wechselte und mit 15 Jahren begann, als professioneller Musiker zu arbeiten; zunächst spielte er in lokalen Clubs. Im Laufe seiner frühen Karriere gehörte er ab Ende 1940er Jahre den Bands von Charlie Barnet, Harry James, Tommy Dorsey, Teddy Powell, Boyd Raeburn, Benny Goodman, Rene Touzet und Dizzy Gillespie an. Ferner wirkte er bei Aufnahmen von Sonny Criss, André Previn (Previn Plays the Piano, 1947), Lionel Hampton, Stan Getz, Gerry Wiggins, Jimmy McGriff, Freddie Roach (Soul Book, 1967), Tadd Dameron und Dodo Marmarosa (Piano Man, 1978) mit. Unter eigenem Namen spielte Mills mehrere Titel in Quintettbesetzung (1948) mit Stan Hasselgård und Barney Kessel ein. Insgesamt wirkte er zwischen 1943 und 1966 bei 161 Aufnahmesessions mit.
Nachdem Mills als Sessionmusiker und Produzent für Label wie Columbia, MGM, Mainstream, Capitol und Liberty Records gearbeitet hatte, gründete er das Larrabee Sound Studio. Als Produzent hatte er entscheidenden Anteil an den Karrieren von Janis Joplin, Irene Kral und Bobby Sherman. Er war ferner (mit Tommy Wolf und Fred Astaire) Mitbegründer des Labels Choreo Records (ab 1962 Äva Records, benannt nach Astaires Tochter) und des Musikverlags Choreo Music. Als Songwriter schrieb Mills außerdem Musik für Trickfilme und Anfang der 1970er Jahre für Fernsehserien wie Drei Mädchen und drei Jungen, The U.S. Of Archie und The Ghost Busters.